# Safia amella
Safia amella là một loài bướm đêm trong họ Noctuidae.